# Max Whitlock
Max Antony Whitlock, OBE (* 13. Januar 1993 in Hemel Hempstead) ist ein britischer Kunstturner. Er wurde 2016 und 2021 Olympiasieger am Pauschenpferd sowie Olympiasieger 2016 im Bodenturnen. Am Pferd wurde er in den Jahren 2015, 2017 und 2019 Weltmeister.

## Karriere

### Bis zu den Olympischen Spielen 2012
Im Jahr 2010 nahm er im Alter von 17 Jahren erstmals für England an den Commonwealth Games teil. Er gewann die Silbermedaille am Pauschenpferd sowie die Bronzemedaille am Reck und konnte mit der englischen Mannschaft eine Silbermedaille im Mehrkampf erringen.
Nachdem er bei den Turn-Weltmeisterschaften 2011 in Tokio nur als Ersatz im britischen Team fungierte, war er beim zweiten Versuch der Qualifikation für Heim-Olympia beim Test Event vor den Olympischen Sommerspielen im Januar 2012 in der O₂ Arena in London erfolgreich. Der bis dato auf internationaler Ebene noch unerfahrene Whitlock zeigte vor heimischem Publikum an allen Geräten gute Leistungen und stach besonders mit seiner Übung am Pauschenpferd heraus, bei der er mit 15,233 Punkten sogar seinen Teamkollegen Louis Smith, den Gewinner der olympischen Bronzemedaille 2008, hinter sich ließ. Whitlock wurde durch die Qualifikation Bestandteil des britischen Teams, welches zum ersten Mal nach Barcelona 1992 wieder eine volle fünfköpfige Turnmannschaft für die Olympischen Spiele im Sommer war.
Bei den Turn-Europameisterschaften in Montpellier im Mai desselben Jahres gewann er mit dem britischen Team den Europameistertitel und kam im Finale am Pauschenpferd auf Platz 6.
Den Höhepunkt seiner bisherigen Karriere stellten die Olympischen Sommerspiele 2012 in London dar. Dort war er Teil des britischen Teams, welches mit der Bronzemedaille im Finale am 30. Juli in der North Greenwich Arena zum ersten Mal nach 100 Jahren wieder eine olympische Teammedaille im Turnen für das Vereinigte Königreich gewann. Im Einzelfinale am Pauschenpferd, welches er in der Qualifikation mit 14,900 Punkten nur aufgrund der besseren Punktzahl für die Ausführung vor dem punktgleichen Ukrainer Mykola Kuksenkow erreichte, übertraf sich Whitlock einmal mehr selbst und sicherte sich mit einer exzellenten Übung, die mit 15,600 Punkten bewertet wurde, die olympische Bronzemedaille hinter seinem Teamkollegen Louis Smith und dem Olympiasieger Krisztián Berki.

### Bis zu den Olympischen Spielen 2016
Im darauffolgenden Jahr 2013 konnte Whitlock nahtlos an die Erfolge aus dem Vorjahr anknüpfen. Bei den Einzel-Europameisterschaften im April in Moskau war er mit der Silbermedaille im Mehrkampf, der Goldmedaille im Einzelfinale beim Bodenturnen und der Bronzemedaille am Pauschenpferd der erfolgreichste Athlet. An seinem Spezialgerät, dem Pauschenpferd, wurde er im Oktober bei der Weltmeisterschaft im belgischen Antwerpen Vizeweltmeister, während er im Mehrkampf beim gleichen Wettbewerb mit dem 4. Platz nur knapp eine Medaille verpasste.
Gleich drei internationale Wettbewerbe standen im Jahr 2014 an. Bei den im Mai in Sofia stattfindenden Europameisterschaften errang Whitlock mit 16,166 Punkten vor dem Olympiasieger Krisztian Berki am Pauschenpferd erstmals den Europameistertitel. Im Teamwettbewerb gewann er mit der Mannschaft des Vereinigten Königreichs die Silbermedaille. Mit der Goldmedaille mit der Mannschaft, im Mehrkampf und am Boden, sowie Silber am Pauschenpferd und Bronze am Barren beendete Whitlock die in Glasgow stattfindenden Commonwealth Games als bester Teilnehmer beim Turnen. Das dritte Großevent des Jahres, die Weltmeisterschaft im chinesischen Nanning, schien zunächst eines zu viel zu sein. Wegen eines Sturzes am Boden und einer fehlerhaften Übung am Pauschenpferd gelang es Whitlock nicht, sich für eines der Einzelfinals zu qualifizieren. Außerdem war er im Mehrkampf als nur drittbester qualifizierter Brite hinter Daniel Purvis und Nile Wilson zunächst nicht startberechtigt. Aufgrund einer Handgelenkverletzung seines Teamkollegen Nile Wilson im Mannschaftswettbewerb konnte er aber doch noch am Mehrkampffinale teilnehmen und erreichte mit 90,473 Punkten noch die Silbermedaille.
Im Jahr 2015 wurde Whitlock trotz einer vorherigen Drüsenfieber-Erkrankung in die britische Auswahl zur Europameisterschaft berufen, konnte sich jedoch für keines der Einzelfinals qualifizieren. Bei der Heim-Weltmeisterschaft in Glasgow im Oktober gewann er eine Silbermedaille mit dem britischen Team im Mannschaftsmehrkampf sowie im Finale am Boden. Am Pauschenpferd gelang es ihm mit einer Punktzahl von 16,133 den Titel des Turnweltmeisters zu erringen, den ersten Weltmeistertitel für einen männlichen britischen Kunstturner seit 112 Jahren.
Bei den Olympischen Sommerspielen 2016 in Rio de Janeiro qualifizierte sich Whitlock am Pauschenpferd, im Bodenturnen, im Einzelmehrkampf und im Mannschaftsmehrkampf für das Finale. Mit der britischen Mannschaft erreichte er den vierten Platz. Seine erste Medaille bei diesen Spielen gewann Whitlock am 10. August im Einzelmehrkampf. Er gewann dort hinter Olympiasieger Kōhei Uchimura und hinter Oleh Wernjajew Bronze. Am 14. August wurde er der erste britische Olympiasieger im Kunstturnen, als er im Bodenturnen die Goldmedaille gewann. Im darauffolgenden Finale am Pauschenpferd am selben Tag zeigte er die Übung mit der höchsten Schwierigkeit. Im Gesamtergebnis wurde er mit 15,966 Punkten Olympiasieger, während Louis Smith Silber und Cyril Tommasone Bronze gewannen.

### Bis zu den Olympischen Spielen 2020
Bei den Turn-Weltmeisterschaften 2017 in Montreal gelang Whitlock die Verteidigung seines Weltmeistertitels am Pauschenpferd. Bei den Weltmeisterschaften im folgenden Jahr in Doha gewann er am Pauschenpferd die Silbermedaille bei gleicher Gesamtpunktzahl wie Xiao Ruoteng, der wegen der besseren Ausführung seiner Übung Weltmeister wurde. Whitlock erreichte bei den Weltmeisterschaften 2018 ebenfalls den fünften Platz im Mehrkampf mit der britischen Mannschaft. 2019 wurde er in Stuttgart erneut Weltmeister am Pauschenpferd, diesmal vor Lee Chih-kai.
Bei seinen dritten Olympischen Spielen, 2021 in Tokio, erreichte Whitlock den vierten Platz im Mannschaftsmehrkampf. Im Finale am Pauschenpferd zeigte er die Übung mit der höchsten Schwierigkeit. In Kombination mit der zweitbesten Ausführung wurde Whitlock erneut Olympiasieger am Pauschenpferd. Die Silbermedaille ging an Lee, der die Übung mit der besten Ausführung zeigte.